# Серпантин (фільм)
«Серпантин» (нім. Die Serpentintänzerin) — німий короткометражний фільм Макса Складановського. Прем'єра відбулася в Німеччині 1 листопада 1895 року.

## У ролях
- Анцеона — танцюристка.

## Сюжет
Юна дівчина танцює серпантин в костюмі метелика.